# Selaginella pedata
Selaginella pedata là một loài dương xỉ trong họ Selaginellaceae. Loài này được Klotzsch mô tả khoa học đầu tiên năm 1844.